# Ina Kleber
Ina Kleber (* 29. September 1964 in Greiz) ist eine ehemalige deutsche Schwimmerin, die für die DDR startete.

## Werdegang
Anfang der 1980er Jahre war Kleber eine der besten Rückenschwimmerinnen.
Ihren ersten großen Erfolg erreichte sie bei den Olympischen Spielen 1980 in Moskau als sie hinter Rica Reinisch die Silbermedaille über 100 Meter erringen konnte. Einen möglichen Olympiasieg bei den Olympischen Spielen 1984 in Los Angeles verhinderte hingegen der Olympiaboykott der DDR. Nur knapp zwei Wochen nach Ende der Spiele 1984 bestätigte sie ihre herausragende Form mit einem neuen Weltrekord über 100 Meter Rücken, der sieben Jahre hielt, ehe ihn die Ungarin Krisztina Egerszegi 1991 verbesserte.
Sie gewann bei den Europameisterschaften 1981 in Split und 1983 in Rom jeweils den Titel über 100 Meter Rücken.
Bei den Weltmeisterschaften 1982 in Guayaquil gewann sie auf ihrer Lieblingsstrecke hinter Kristin Otto die Silbermedaille. Ina Kleber wurde 1980 mit dem Vaterländischen Verdienstorden in Bronze und 1984 in Gold ausgezeichnet.